# Hadschiabad (Verwaltungsbezirk)
Hadschiabad (persisch حاجی‌آباد, DMG Hāǧīābād) ist ein Schahrestan (persisch شهرستان) in der iranische Provinz Hormozgan. Er enthält die Stadt Hadschiabad, welche die Hauptstadt des Verwaltungsbezirks ist. 

## Kreise
- Zentral (بخش مرکزی)
- Farghan (بخش فارغان)
- Ahmadi (بخش احمدی)

## Demografie
Bei der Volkszählung 2016 betrug die Einwohnerzahl des Schahrestan 69.625. Die Alphabetisierung lag bei 83 Prozent der Bevölkerung. Knapp 47 Prozent der Bevölkerung lebten in urbanen Regionen.
| Zensusjahr | Einwohnerzahl |
| ---------- | ------------- |
| 2011       | 65.889        |
| 2016       | 69.625        |